# بيتر ستورهولت
بيتر ستورهولت (بالإنجليزية: Peter Sturholdt)‏ (7 ديسمبر 1885 – 27 يونيو 1919) هو ملاكم أمريكي راحل، مثّل بلاده في الألعاب الأولمبية الصيفية 1904.

## روابط خارجية
بيتر ستورهولت على موقع أوليمبيديا (الإنجليزية)